# 말머리 가면

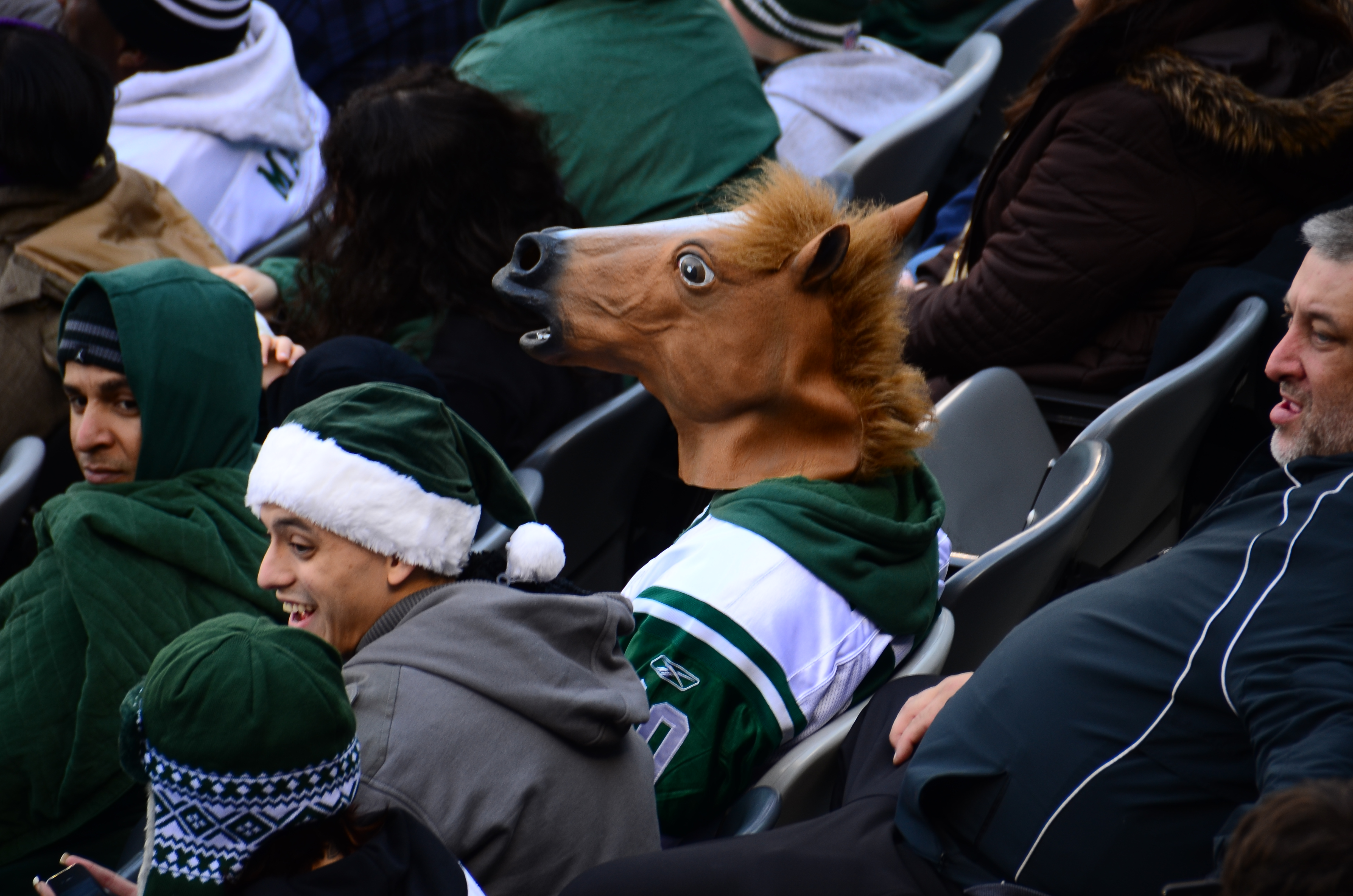
원래 제조업체인 아치 맥피에 따르면 "말머리 가면을 쓴 사람은 정말 불안해 보인다."라고 한다.

말머리 가면 또는 말머리 마스크(Horse head mask)는 원래 참신한 납품업체인 아치 맥피(Archie McPhee)가 제조한 말 (동물) 머리를 나타내는 라텍스 마스크로 현재는 다른 제조업체에서도 널리 판매되고 있다. 머리 전체를 덮고 일반적으로 할로윈 의상의 일부이거나, 재미있거나, 충격적이거나, 부조화하거나, 멋스럽거나, 자신의 신원을 위장하기 위해 착용한다. 인터넷 밈으로도 발전했다.

## 이용자
일부 유튜브 영상 기고자들은 말머리 가면을 상표로 선택했는데, 사탕과 초콜릿 평론가인 '세바스찬 경의 캔디 코너'의 세바스찬 경, 사진이 찍힌 베를린 거리 공연가 '이웃 키드 호스' 등도 있다. 수백 명의 아마추어 및 전문 사진 작가가 제작했으며 마스크와 속옷만 착용하는 것으로 알려져 있다.

## 유니콘 머리가면

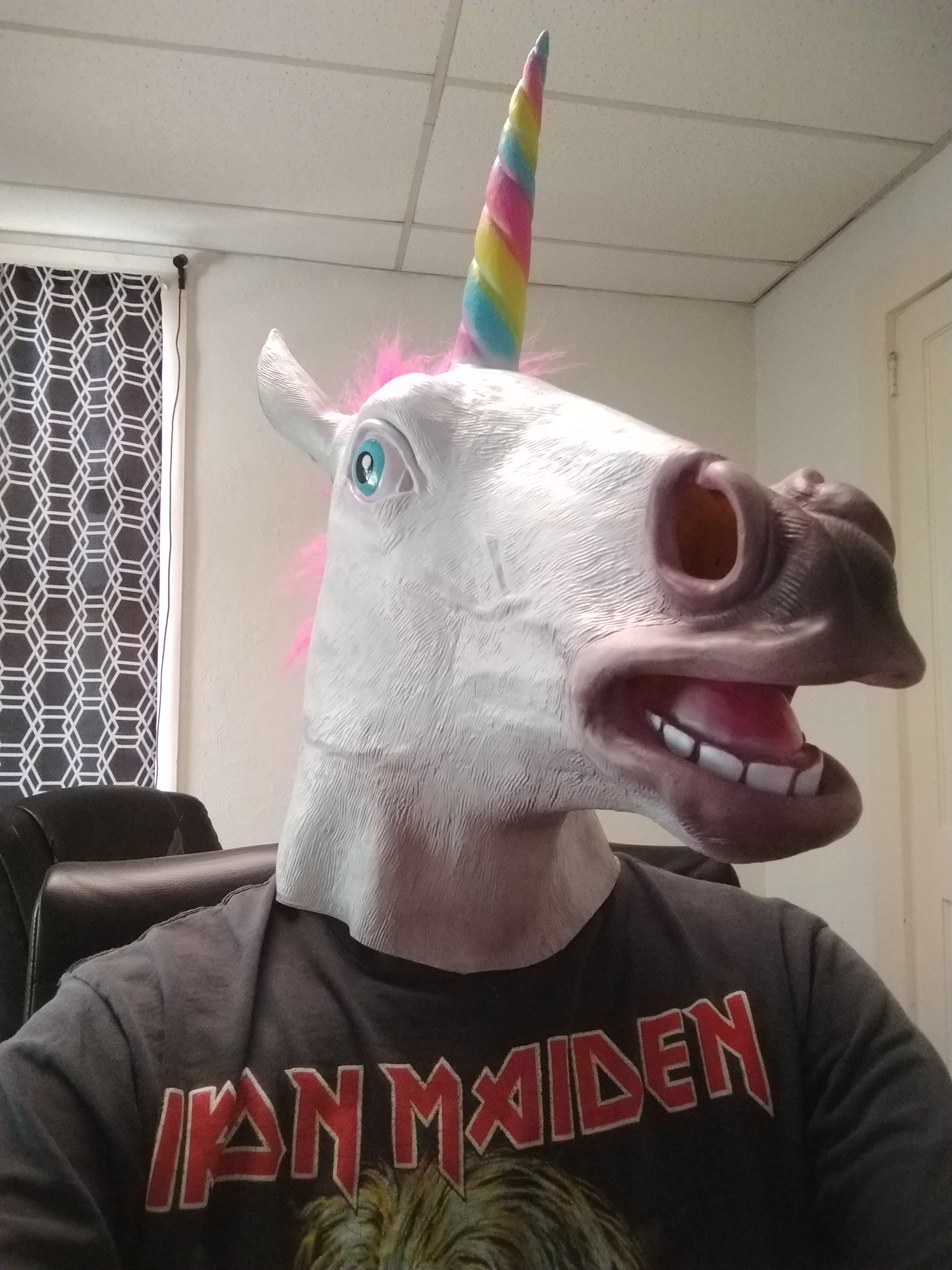

말처럼 생긴 유니콘 머리가면도 아치 맥피 등이 판매한다. 애리조나주 선 데블스(Arizona State Sun Devils) 팬들은 상대 자유투 슈터의 주의를 분산시키려는 시도의 일환으로 이 장치를 사용했다.

## 선례
현대의 말머리 가면 밈은 2003년 아치 맥피 고무 마스크로 시작되었지만 더 이른 선례도 있었다. 1997년 영국 풍자 뉴스 미니시리즈 브라스 아이(Brass Eye)의 2회 '마약'에서 말머리 가면을 잠깐 선보인 바 있다.